# Aller simple pour Inari
Pour plus de détails, voir Fiche technique et Distribution.
Aller simple pour Inari (titre original : Zugvögel… Einmal nach Inari, en français Les Oiseaux migrateurs... une fois à Inari) est un film allemand de Peter Lichtefeld, sorti en 1998.

## Synopsis
Hannes, un chauffeur de poids lourds, vit en solitaire à Dortmund. Sa grande passion est le chemin de fer et l'étude des horaires des trains. Il souhaite participer au premier championnat international à Inari, au nord de la Finlande. Quand son patron lui annonce qu'il refuse son congé, il l'assomme. Hannes part à l'improviste sur la route vers le nord. Entre-temps, son patron est retrouvé mort dans son bureau, le coffre-fort est vide. La police soupçonne Hannes d'avoir assassiné son patron. Franck, le commissaire de la police criminelle de Dortmund s'envole vers la Scandinavie pour le retrouver.
Cependant Hannes parvient, volontairement ou pas, à échapper à ses poursuivants. Sur la route, il fait la connaissance de Sirpa, une belle Finlandaise déçue par sa relation actuelle, et tombe amoureux d'elle.
Hannes et Franck se retrouvent enfin à Inari. La camionneur convainc le policier de le laisser participer à la compétition. Il atteint la finale. Mais il ne pense qu'à la route que Sirpa lui a décrite comme magnifique, même s'il est bien plus longue ("La plus belle route pour aller à Inari passe par le nord de la Suède, par Haparanda"). Sa rivale l'emporte avec une marge étroite. Sirpa comprend l'amour que Hannes lui porte. Le commissaire Franck reçoit durant la compétition un appel venant d'Allemagne, l'informant de l'arrestation de la secrétaire qui a avoué avoir tué son patron après le passage de Hannes et volé l'argent. Franck prend congé de Hannes et le laisse retourner à Inari avec Sirpa.

## Équipe technique
- Titre : Aller simple pour Inari
- Titre original : Zugvögel… Einmal nach Inari
- Réalisation : Peter Lichtefeld assisté de Thomas Piepenbring
- Scénario : Peter Lichtefeld
- Musique : Christian Steyer
- Direction artistique : Anke Osterloh
- Costumes : Beatrix Albl
- Photographie : Frank Griebe
- Son : Axel Arft
- Montage : Bernd Euscher
- Production : Jörn Rettig, Ira von Gienanth
- Sociétés de production : Westdeutscher Rundfunk, Bosko Biati Film, Prokino Filmproduktion
- Société de distribution : Prokino Filmverleih
- Pays d'origine :  Allemagne
- Langue : allemand
- Format : Couleurs - 1,85:1 - 35 mm
- Genre : Comédie
- Durée : 87 minutes
- Dates de sortie :
  - Allemagne : 9 juillet 1998.
  - Autriche : 21 août 1998.
  - Finlande : 9 avril 1999.

## Distribution
- Joachim Król: Hannes Weber
- Peter Lohmeyer: Le commissaire Franck
- Outi Mäenpää: Sirpa Salonen
- Jochen Nickel (de): Lothar
- Peter Franke (de): Karl-Heinz
- Nina Petri: Frau Kößner
- Hilmi Sözer (de): Harry
- Oliver Marlo: Lako
- Antje Schmidt (de): La petite du supermarché
- Friedrich Küppersbusch (de): L'experte en horaire de trains
- Kari Väänänen: Asko, le conducteur du camion du lait
- Kati Outinen: Inkeri, la conductrice d'excavatrice

## Récompenses
- Prix du film allemand 1998:
  - Meilleur acteur dans un second rôle: Peter Lohmeyer
  - Meilleure photographie: Frank Griebe

## Source de traduction
- (de) Cet article est partiellement ou en totalité issu de l’article de Wikipédia en allemand intitulé « Zugvögel … Einmal nach Inari » (voir la liste des auteurs).